# Idoméni
Idoméni (grec moderne : Ειδομένη) est un petit village de Grèce proche de la frontière avec la Macédoine du Nord.